# Lactarius edulis
Lactarius edulis é um fungo que pertence ao gênero de cogumelos Lactarius na ordem Russulales. Encontrado no Burundi, foi descrito cientificamente pela micologista Annemieke Verbeken e por Buyck em 1994. Está relacionado com Brachystegia utile e B. bussei.